# Gombás (Ukrajna)
Gombás (ukránul: Грибівці) település Ukrajnában, Kárpátalján, a Munkácsi járásban.

## Fekvése
Munkácstól északra, Ilkó és Borhalom közt fekvő település.

## Nevének eredete
Neve szláv, családnév eredetű, mely valószínűleg kenéze nevéből származott.

## Története
A település a 16. században keletkezett kenézségi falu. Nevét 1564-ben említette először oklevél 'Ribolcz néven. 1570-ben Ribolcz, 1610-ben  Rhibocz, 1645-ben Ribocz néven írták.
1570-ben mint királyi birtokot és kenézségi falut említették.
A település mai Gombás nevét 1887-ben kapta, Hribóc és Vorotnica egyesítésekor.
1910-ben 413 lakosából 10 magyar, 14 német, 381 ruszin volt. Ebből 399 görögkatolikus, 14 izraelita volt.
A trianoni békeszerződés előtt Bereg vármegye Latorczai járásához tartozott.